# Cardamine quinquefolia
Cardamine quinquefolia là một loài thực vật có hoa trong họ Cải. Loài này được (M.Bieb.) Schmalh. mô tả khoa học đầu tiên năm 1895.